# Farid Dms Debah
Farid Dms Debah, né le 19 juillet 1976 à Paris, est un réalisateur, scénariste, et producteur de cinéma franco-algérien. Il est aussi connu comme photographe, militant associatif, défenseur des droits humains et homme politique.

## Biographie
Farid Dms Debah est né en 1976 à Paris. Il déménage à l'âge de 8 ans avec sa famille à Oum el Bouaghi, une ville rurale des Aurès en Algérie. Il se familiarise avec le monde musical et intègre le conservatoire local avec son frère aîné Yassine. Le début de la décennie noire et l'assassinat de son oncle maternel, militaire de carrière, lors d'un accrochage avec des terroristes aux abords de la ville de Blida, marquera le départ définitif de toute la famille d'Algérie.
De retour à Paris, il enregistre à l’âge de 14 ans, avec son frère Yassine et sa sœur aînés Hadia, un premier 45 tours intitulé Mal de Vivre.
Il ouvre à l’âge de 16 ans sa première société d’informatique[réf. nécessaire]. Curieux et entreprenant par nature[non neutre], il abandonne l’informatique et devient à 18 ans producteur et animateur d’émissions radios. En parallèle de cette activité, il obtient la licence d’entrepreneur de spectacle et organise, sur Paris et ses environs, de nombreux concerts de world music.
À 20 ans, par le biais de sa nouvelle société de production de court métrage, DMS Productions, il réalise son premier « vrai » film intitulé Venin mortel avec Élodie Navarre, qui relate la descente aux enfers d’un toxicomane. Le film fut diffusé dans de nombreux festivals européens, à la Vidéothèque de Paris ainsi qu'à la Cinémathèque d'Alger. Fort de ce succès, il se met à l’écriture de son premier long métrage.
À 24 ans, il ouvre la société de production de long métrage Évasion Films et décide de se consacrer totalement à sa véritable passion : le cinéma.
En 2001, il produit et réalise le court métrage Art’n Acte Production, (primé dans de nombreux festivals) avec Cristiana Reali, Rachid Arhab, Benoît Allemane, Thierry Beccaro, Henri Guybet et les chanteurs Khaled et K-Mel du groupe Alliance Ethnik.
Par la suite, il produit successivement les films d’animations The Firecracker (Grand Prix Hermès au Festival du Film de Fréjus) et Flying Baby réalisés par Yves Courbet.
Il est lauréat Beaumarchais du meilleur scénario de l’année 2002 pour son film intitulé Le Génie de la Théière.
En parallèle, il est producteur exécutif et réalisateur de nombreux clips vidéos (Daddy Yod, Just A Man, Takfarinas, etc.) pour les plus grandes productions musicales tel que M6 Interactions et Sony BMG.
En août 2004, il décide avec ses partenaires de changer la dénomination de la société Évasion Films pour la remplacer par DMS DEBAH Films.
En octobre 2004, il réalise et produit un film sur les mines antipersonnel avec Élodie Navarre intitulé Le Bourreau des innocents,.
Il reçut de la main même du cinéaste Emir Kusturica la Palme d’Or du Festival Off de Cannes en 2007. Il a également reçu pour son film le Prix du Public au Festival Sur les Pas de Mon Oncle (Festival du film de Saint-Maur) en 2006 et le Prix du Jury Jeunes au Festival des 24 courts en 2007.

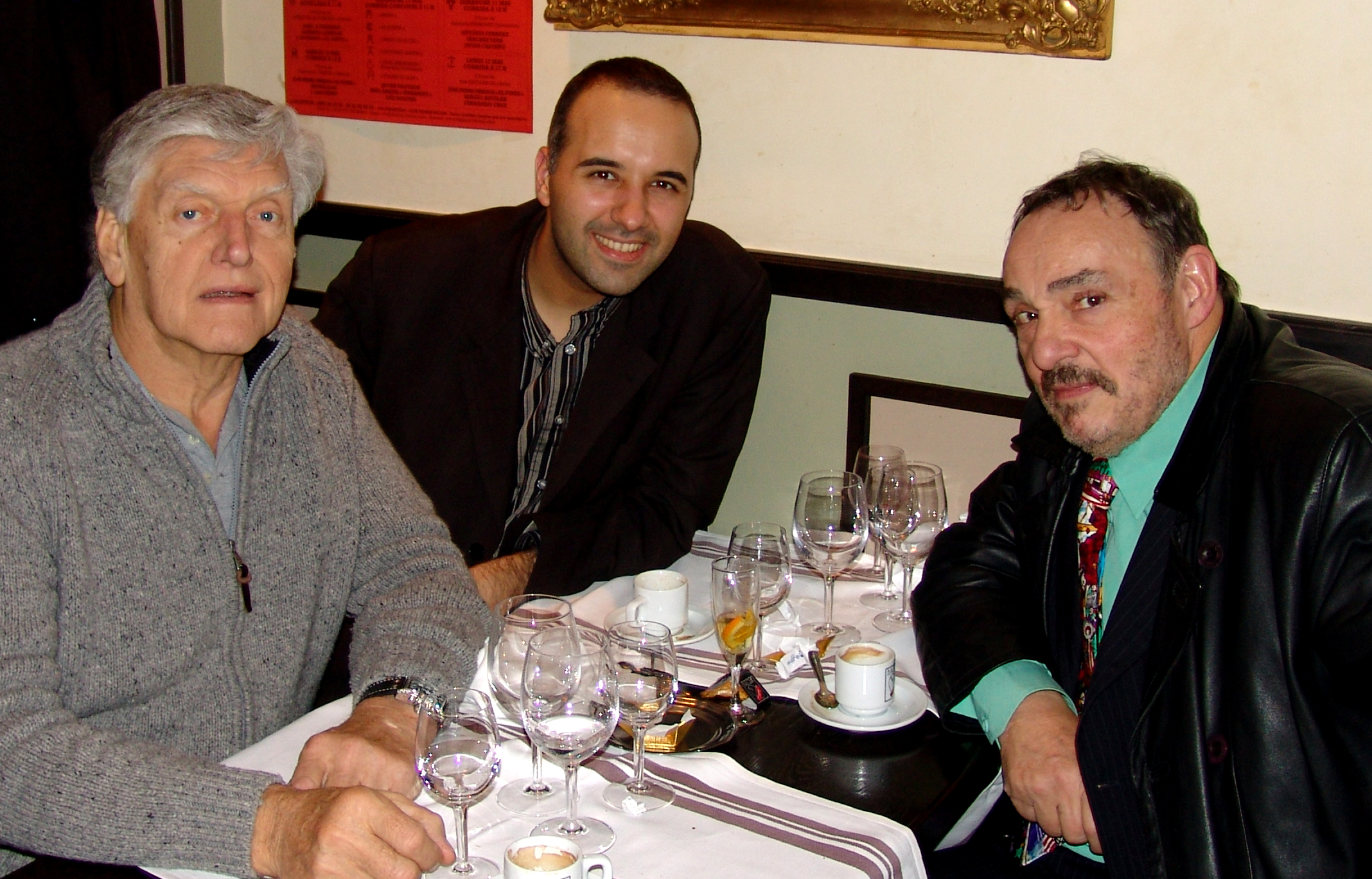
Les comédiens John Rhys-Davies, David Prowse et Farid Dms Debah au Toulouse Game Show (novembre 2008).

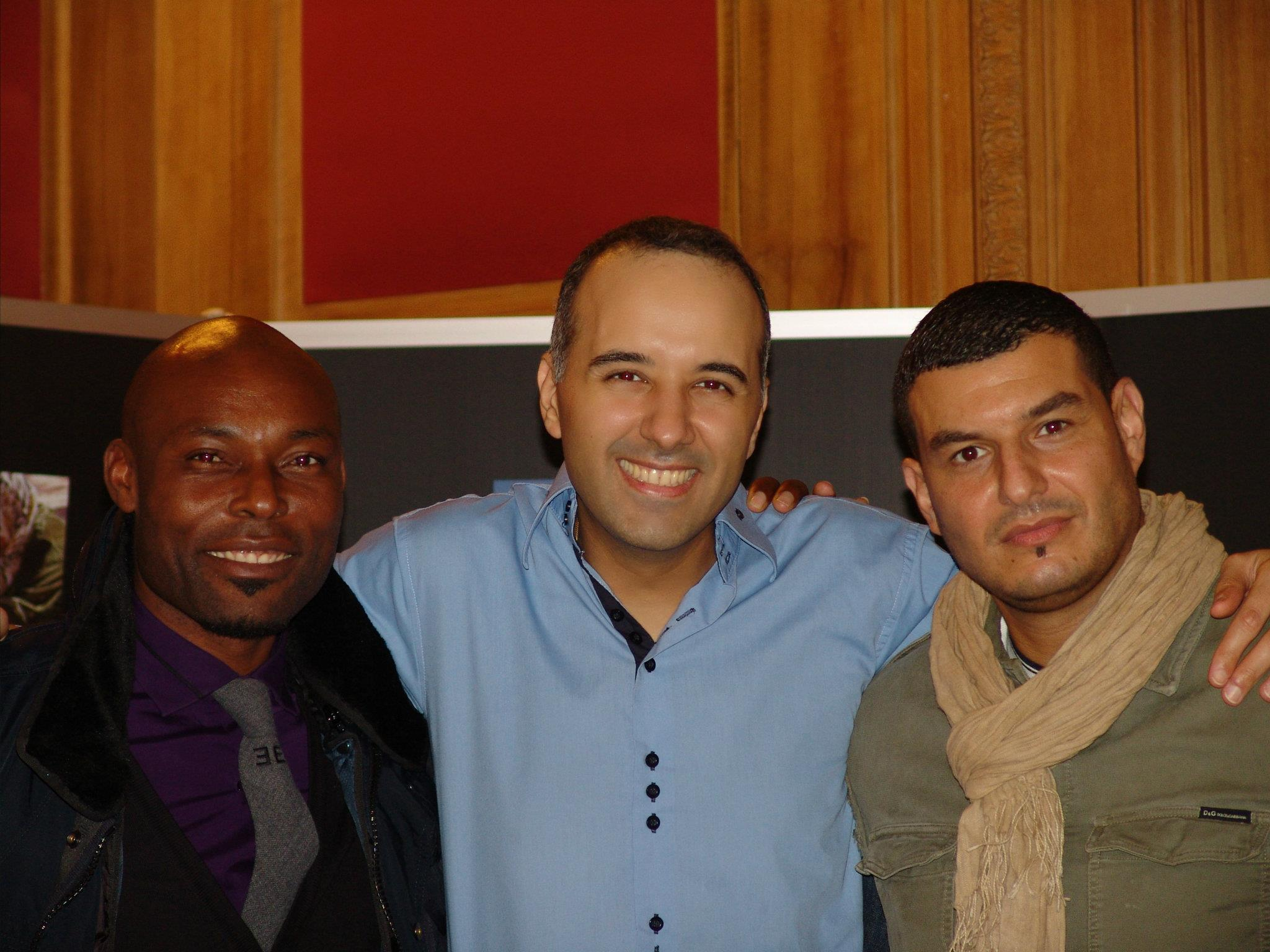
Le comédien Jimmy Jean-Louis, le chanteur K-Mel et Farid Dms Debah à l'exposition photographique « Le Trésor des Foggaras » au Kremlin-Bicêtre (12 novembre 2011).

Le 8 janvier 2005, il reçoit la médaille d’honneur de la ville du Kremlin-Bicêtre lors de la cérémonie annuelle des vœux du maire Jean-Luc Laurent. 

Le même mois, il produit le film du jeune réalisateur Franck Allera intitulé Sentence finale dont le casting réuni des comédiens de talent tels que Hans Meyer, Didier Flamand, Gabrielle Lazure, Marie Merger et Élodie Navarre.
En 2006, il écrit et produit 2 courts métrages en image de synthèse, intitulée Namoos, Duel sanglant et Namoos, Partie de pêche.
En 2012, il produit et réalise un documentaire sur l’Aïd al-Adha (également appelé Aïd el-kebir) dans lequel on le suit dans son parcours initiatique, à la découverte d’une fête religieuse majeure et souvent décriée. Loin des préjugés, le réalisateur est allé à la rencontre de personnalités controversées tel que Tariq Ramadan, Nadia Yassine ou encore Joe Regenstein, Professeur de science alimentaire à l'Université Cornell (États-Unis),.
Farid Dms Debah travaille à la création d’un pôle cinématographique en Algérie dans le but de créer de véritables passerelles entre l’Europe et le Maghreb et ainsi contribuer au partage d’expérience dans le monde des arts,,.

Il travaille sur la production et la réalisation de son premier long métrage intitulé Wagon 7 avec le comédien Jimmy Jean-Louis. Il s’agit d’un thriller fantastique qui nous plonge dans un univers mystérieux perdu entre le réel et l’irrationnel, où chaque protagoniste de l’histoire révèle ses peurs, ses angoisses et ses valeurs. Farid interprétera l’un des rôles principaux,,,,.
En janvier 2014, il réalise 3 films courts pour promouvoir la sortie du livre Petit traité de l'infidélité de Kenza Braiga avec des comédiens tel que Pierre-Alain de Garrigues et Annabelle Milot.
En 2017, il produit et réalise un film documentaire sociétal sur la maltraitance infantile et la pédophilie au Maroc. Le documentaire intitulé Maroc, l'innocence sacrifiée fut le fruit de deux années d'investigation sur tout le territoire marocain.[source insuffisante]
En 2018, il produit et réalise la web série Je suis ton père créée et interprétée par l'humoriste Cartouche.
En 2023, Farid Dms Debah devient analyste politique pour différentes chaînes de télévisions d'informations en continues, notamment pour Russian Today en français,,

### Membre du jury

#### Festival
- 9e Festival national du film français Ciné Coup d’Cœur de Cosne-sur-Loire qui s'est déroulé du 5 au 7 novembre 2004
- 13e Festival du film de Sarlat qui s'est déroulée du 9 au 13 novembre 2004
- 12e Festival cinéma et migrations d'Agadir au Maroc qui s'est déroulé du 10 au 14 novembre 2015[30].
- 1er Festival "les remparts du court-métrage" de Taroudant au Maroc qui s'est déroulé du 18 au 20 mars 2016[31].
- 3e Sose international film festival en Arménie qui s'est déroulé du 23 au 30 septembre 2016[32].

## Engagement associatif
Depuis très jeune, Farid a suivi l’engagement associatif et politique initié par ses parents et plus particulièrement sa mère. À 20 ans, il rejoint l’Association Management des Jeunes Artistes (AMJA) dont les objectifs sont d’aider les talents émergents et affirmés, notamment ceux des Pays dits en voie de développement.
Dans le cadre de ses activités associatives, il est à l'âge de 21 ans, le plus jeune détaché par le ministère des affaires étrangères auprès du Conseil supérieur de la jeunesse en Algérie et travaille régulièrement au sein de commissions traitant de la condition des binationaux. Il participe à de nombreux colloques à Alger et rencontre, quelques mois plus tard au Festival mondial de la jeunesse à Lisbonne, le Secrétaire général de l'Organisation des Nations unies, Koffi Annan, lors de travaux sur la condition des jeunes des pays en voie de développement.
En 2008, il crée l’Association pour la Diffusion des Créations Audiovisuelles Indépendantes (ADCAI) qui œuvre à renforcer la solidarité et la convivialité entre les cultures, et à favoriser la diffusion et la promotion des créations indépendantes des cinémas du monde, plus précisément ceux issus des minorités.
En 2015, il redéfini totalement l'identité visuelle de l'organisation non gouvernementale marocaine Touche pas à mon enfant dont il est un membre actif depuis sa rencontre avec la présidente Najat Anwar en 2008 à Agadir. Au sein de l'organisation, il réalise la campagne nationale de sensibilisation pour la lutte contre la pédophilie au Maroc et supervise la conception d'un kit pédagogique en destination des enseignants et autres éducateurs en contact direct avec les enfants,.
En 2016, il devient le président de l'antenne européenne de l'organisation non-gouvernementale et reconnue d'utilité publique Touche pas à mon enfant.

### Révolution du sourire
Le 17 février 2019, Farid Dms Debah participe à la première manifestation sur la place de la République à Paris refusant le 5e mandat du Président sortant de l'Algérie Abdelaziz Bouteflika.
Le 22 février 2019 marque le début de la révolution du sourire se traduisant par des manifestations à travers toute l'Algérie. Dès lors, les manifestations se multiplient à travers le monde demandant le retrait du président Bouteflika mais également de tout le "système" à travers des slogans tels que "dégage" et Yetnahaw Ga3 qui peut se traduire par "qu'ils partent tous".
En mai 2019, il fonde le Mouvement citoyen pour l'Algérie (MCA), qui réunit de nombreux intellectuels, journalistes, juristes, etc. À travers le MCA, Farid milite pour la liberté de la presse en Algérie et prend position contre les incarcérations arbitraires de journalistes et de militants des droits de l'homme. Il condamne la volonté du président par intérim Abdelkader Bensalah à se maintenir au pouvoir après la fin de son mandat le 9 juillet 2019. Il refuse tout dialogue et rapprochement avec le gouvernement le qualifiant d'illégal et illégitime.
Le 18 juin 2019, Farid Dms Debah interpelle Emmanuel Macron, président de la République française, dans une lettre ouverte lui demandant explicitement de se prononcer sur l'Algérie.

« Nous ne pouvons qu’être manichéens ; Soit vous vous positionnez en faveur du peuple et de sa révolution, soit vous restez fidèles à un système corrompu, illégitime et rejeté massivement par les Algérien(ne)s. Il ne s’agit nullement d’ingérence mais d’un soutien sans faille au peuple algérien et à sa volonté de construire une Algérie nouvelle, libre et véritablement démocratique. Une Algérie purgée des mafias et des corrompus qui ont saigné et mis à terre un grand peuple digne et courageux. »

Il interroge, dans ce même courrier, sur une complicité éventuelle de la France dans les détournements de fonds publics algériens.

« Comment rester silencieux alors que des milliards d’euros provenant de fonds douteux ont été investis sur le territoire français et européen ? Il est légitime de se poser des questions et le peuple algérien s’interroge sur la possible complicité de la France dans ces détournements. »

Il propose à Emmanuel Macron de préciser ses intentions en direction de l'Algérie lors d'une conférence publique qui a eu lieu le 29 juin 2019 et ayant pour thématique les possibles ingérences de la France en Algérie,.

### La Grande Marche Contre la Pédocriminalité
Du 1er février au 2 avril 2024, Farid Dms Debah a parcouru 1500 kilomètres à pieds à travers la France et la Belgique pour dénoncer la pédocriminalité. Il a décidé d'entreprendre ce périple en prenant conscience de l'inaction des pouvoirs publics et du silence des médias face à ce fléau qui gangrène le pays. Il profita de cette action pour organiser des retransmissions en direct lors des 55 jours étapes sur les réseaux sociaux, notamment sur Tiktok et YouTube. Les retransmissions commençaient au départ de l'étape pour finir généralement à l'arrivée de la marche soit une trentaine de kilomètres en moyenne chaque jour, ce qui représente 6 heures à 10 heures de live. La Grande marche contre la pédocriminalité a permis à des dizaines de victimes de s'exprimer librement lors des retransmissions, parfois pour la première fois. Farid a voulu à travers cette action, que la lutte contre la pédocriminalité soit déclarée grande cause nationale en France. Cela fût également l'occasion de grandes manifestations à Montpellier, Marseille, Lyon, Paris et Bruxelles,,,,,,,,,,,,,.

## Engagement politique
Candidat sans étiquette aux élections législatives de 2012 dans la deuxième circonscription de Paris, il recueille 41 voix, soit 0,09 % des suffrages exprimés.
Dans le cadre des élections municipales de 2014, il est colistier comme personnalité locale dans une liste d'union de la gauche mené par le maire sortant du Kremlin-Bicêtre. La liste mené par Jean-Luc Laurent est élue à 55.35% ce qui place Farid Dms Debah à une position de remplacement au conseil municipal qu'il intègre en novembre 2018.
Il devient le directeur de campagne de Najat Anwar, tête de liste nationale pour le Parti de l'environnement et du développement durable (PEDD), pour les élections législatives marocaine du 7 octobre 2016.

### Détail des mandats et fonctions
- Du 5 novembre 2018 au 3 juillet 2020: conseiller municipal délégué du Kremlin-Bicêtre chargé du budget participatif, du numérique, des technologies de l’information et de la communication.

## Photographe
Farid expose de nombreuses photographies prises en janvier et février 2009 durant les repérages de son documentaire ethnologique intitulé Le Trésor des Foggaras qui traite d’un système d’irrigation dans le Sahara, vieux de plusieurs millénaires, dont l’origine reste encore vague même si les hypothèses sont nombreuses. Cette exposition photographique nous plonge dans l'univers de ces hommes et femmes vivant dans des conditions extrêmes au milieu du désert algérien. Elle fut présentée à la salle du conseil de l’hôtel de ville du Kremlin-Bicêtre à l’occasion de la 14e édition de la Semaine de la Solidarité Internationale,
Il réalise la campagne de sensibilisation 2015 et 2016 de l'organisation non gouvernementale marocaine Touche pas à mon enfant comprenant une série de clichées reprenant le concept développé dans des spots télédiffusés qu'il a également élaboré.
Du 14 au 19 novembre 2017, il présente sa nouvelle exposition photographique au Royal Atlas d'Agadir intitulée Face-à-face pour les enfants du Maroc. Cette exposition regroupe une soixantaine de portraits de personnalités marocaines et d'ailleurs telles que Marc Levy, Bruno Solo, Julien Courbey, Firmine Richard, Mohamed Miftah, Andréa Bescond, Younes Megri ou encore Jean-Luc Reichmann. L'artiste explique qu'il a voulu capter dans le regard de chaque modèle un sentiment essayant de décrire au maximum le ressenti vis-à-vis de la maltraitance infantile et plus précisément la pédophilie, des regards qui ne laissent jamais indifférent, au-delà de l'individu, un moment de vérité. Cette exposition a été organisée en soutien à l'ONG marocaine reconnue d'utilité publique Touche pas à mon enfant,.
En 2018, Farid signe la photographie de l'affiche du spectacle de l'humoriste Cartouche, intitulé Demain je me lève de bonheur.

## Filmographie

### Cinéma
| Année | Titre                                 | Titre en anglais                  | Rôle   | Rôle       | Rôle       | Rôle        | Notes |
| Année | Titre                                 | Titre en anglais                  | Acteur | Scénariste | Producteur | Réalisateur | Notes |
| ----- | ------------------------------------- | --------------------------------- | ------ | ---------- | ---------- | ----------- | --- |
| 1996  | Venin mortel                          |                                   | ✔️     | ✔️         | ✔️         | ✔️          | |
| 2001  | Art’n Acte Production                 |                                   |        | ✔️         | ✔️         | ✔️          | Prix du Public au Festival du film de Sarlat (France) Prix du Meilleur Film au Festival du film de Cosne-sur-Loire (France) Mention Spéciale du Jury au Festival méditerranéen des nouveaux réalisateurs de Larissa (Grèce) |
| 2001  | The Firecracker                       |                                   |        |            | ✔️         |             | Grand Prix Hermès au Festival du film de Fréjus (France) Réalisé par Yves Courbet |
| 2001  | Flying Baby                           |                                   |        |            | ✔️         |             | Réalisé par Yves Courbet |
| 2002  | Lucie Carrasco, une histoire d'Hommes |                                   |        | ✔️         | ✔️         | ✔️          | Coréalisé avec Bina Znamirowski |
| 2004  | Le Bourreau des innocents             | The Executionner of the Innocents |        | ✔️         | ✔️         | ✔️          | Prix du Public au Festival Sur les Pas de Mon Oncle de Saint-Maur (France) Palme d'or au Festival off de Cannes (France) Prix du Jury Jeune au Festival des 24 courts (France)                                              |
| 2004  | Namoos, Duel Sanglant                 | Namoos, Bloody Duel               |        | ✔️         | ✔️         |             | Réalisé par Yves Courbet |
| 2004  | Namoos, Partie de Pêche               | Namoos, Fishing Party             |        | ✔️         | ✔️         |             | Réalisé par Yves Courbet |
| 2005  | Sentence finale                       | Final Sentence                    |        |            | ✔️         |             | Réalisé par Frank Allera |
| 2008  | Urban Black                           |                                   | ✔️     | ✔️         | ✔️         | ✔️          | |
| 2013  | À la découverte de l'Aïd al-Adha      |                                   | ✔️     | ✔️         | ✔️         | ✔️          | |
| 2017  | Maroc, l'innocence sacrifiée          | Morocco, sacrificed innocence     |        | ✔️         | ✔️         | ✔️          | Prix Spécial du Festival au Sose International Film Festival (Arménie) Prix du Meilleur Documentaire International au Rwanda International Movie Award (en)                                                                 |

### Télévision
- 2018 : Je suis ton père

### Publicités
- 2002 : Lucie Carrasco, Parfum
- 2005 : Mobilis, 2 millions d'abonnés
- 2005 : Mobilis, l'empreinte
- 2005 : Mobilink, Oria
- 2010 : Big Media USA
- 2012 : Gametoo, le sauna
- 2012 : Gametoo, la fureur de vivre
- 2014 : Petit traité de l'infidélité de Kenza Braiga, vas-y, accouche !!!
- 2014 : Petit traité de l'infidélité de Kenza Braiga, quiproquo
- 2014 : Petit traité de l'infidélité de Kenza Braiga, bain à remous
- 2015 : Touche pas à mon enfant, la chambre à coucher
- 2015 : Touche pas à mon enfant, la cour de récréation

### Clips
- 2002 : Daddy Yod – Show Girl
- 2003 : Just A Man – I'm Sorry (coréalisation)
- 2004 : Antonio & Co. - Superficial
- 2005 : Takfarinas - Torero

## Distinctions

### Titres honorifiques
- 2005 : Médaille d’honneur de la ville du Kremlin-Bicêtre (France).

### Récompenses
- 2002 : Lauréat Beaumarchais (SACD - France) du meilleur scénariste pour Le Génie de la théière
- 2003 : Festival du film de Fréjus (France) – Grand Prix Hermès[65] pour The Firecracker
- 2003 : Festival du film de Sarlat (France) – Prix du Public[66] pour Art’n Acte Production
- 2003 : Festival du film de Cosne-sur-Loire (France) – Prix du Meilleur Film pour Art’n Acte Production
- 2004 : Festival méditerranéen des nouveaux réalisateurs de Larissa (Grèce) – Mention Spéciale du Jury[66] pour Art’n Acte Production
- 2006 : Festival Sur les Pas de Mon Oncle, à Saint-Maur (France) – Prix du Public[67] pour Le Bourreau des innocents
- 2007 : Festival off de Cannes (France) – Palme d’or[68] pour Le Bourreau des innocents
- 2007 : Festival des 24 courts (France) – Prix du Jury Jeune[69] pour Le Bourreau des innocents
- 2017 : Sose international film festival (Arménie) – Prix Spécial du Festival[70] pour Maroc, l'innocence sacrifiée
- 2023 : Rwanda International Movie Award (en) (Rwanda) – Prix du Meilleur Documentaire International[71] pour Maroc, l'innocence sacrifiée